# 135. Division (Japanisches Kaiserreich)
Die 135. Division (jap. 第135師団) des Kaiserlich Japanischen Heeres wurde 1945 aufgestellt und aufgelöst und war eine von 80 japanischen Divisionen, die im letzten Kriegsjahr des Zweiten Weltkrieges aufgestellt wurde. Ihr Tsūshōgō-Code (militärischer Tarnname) war Aufrichtigkeits-Division (真心兵団, Magokoro-heidan).

## Geschichte der Einheit
Die 135. Division wurde am 10. Juli 1945 unter dem Kommando von Generalleutnant der Reserve Hitomi Yoichi als Triangulare Division aufgestellt und bestand aus der 135. Infanterie-Brigade (368., 369. und 370. Infanterie-Regiment) sowie dem 135. Aufklärungs-Regiment, dem 135. Feldartillerie-Regiment und dem 135. Pionier-Bataillon und 135. Transport-Regiment. Das Hauptquartier der ca. 20.000 Mann starken Division lag in der Nähe der Festung Kotō (chin. Hutou, Hulin).
Die Division war, im Vergleich zu japanischen Einheiten die vor 1945 aufgestellt worden waren, nur mangelhaft ausgerüstet. Als Bataillonsgeschütze wurden hoffnungslos veraltete Typ 31 75-mm-Gebirgsgeschütze von 1898 verwendet. Lediglich 50 % der schweren- und leichten Maschinengewehr-Trupps verfügte über Waffen. Anstatt 36 Geschützen hatte das 135. Artillerie-Regiment lediglich 18 zur Verfügung, sowie vier Infanterie-Mörser. Die Wasserversorgungs- und -aufbereitungs-Einheit hatte zwar Personal, verfügte jedoch über keinerlei Material. Darüber hinaus stand nur die Hälfte der zugeteilten Pferde zur Verfügung. Die meisten Kompanieführer waren Leutnants anstatt im Range eines Hauptmanns und einige Kompanien wurden sogar von Unteroffizieren geführt. Die Ausbildung der Männer und Kompanieführer war gering und so verfügte die 135. Division nur über geringe Kampfkraft.
Um die japanische Verteidigung im Falle eines sowjetischen Angriffs zu stärken, hatte das japanische Heer entlang der Grenze zur Sowjetunion acht Festungen anlegen lassen, wovon die Festung Kotō am Ussuri-Fluss die stärkste war. Großangelegte Festungswerke, ähnlich der Maginotlinie, wurden von der 15. Grenzschutz-Einheit und der 135. Division bewacht.
Im Neutralitätspakt zwischen Japan und der Sowjetunion vom 13. April 1941 waren beide Vertragspartner die Verpflichtung eingegangen, die beiderseitige territoriale Integrität und Unverletzlichkeit zu respektieren. Am 5. April 1945 kündigte die Sowjetunion an, den Vertrag nicht mehr zu verlängern, so dass er am 25. April 1946 ungültig werden würde. Am 8. August 1945 erklärte die Sowjetunion Japan den Krieg, und die Rote Armee leitete die sowjetische Invasion der Mandschurei ein, zunächst in Mandschukuo, später auch auf den Kurilen. Im Abschnitt der 135. Division griff die sowjetische 35. Armee mit über drei Infanteriedivisionen, über 200 Panzern und fast 1000 Geschützen an. Am 13. August 1945 hatten die sowjetischen Truppen die japanischen Stellungen eingenommen. Während die 15. Grenzschutz-Einheit bis zum letzten Mann fiel, konnte sich der Großteil der 135. Division zurückziehen.
Am 15. August 1945 wurde die 135. Division aufgelöst.

## Gliederung
Am 10. Juli 1945 erfolgte die Aufstellung zu einer Typ B „Standard“ Division als Triangulare Division wie folgt:
- Divisionsstab (ca. 350 Mann)
  - 135. Infanterie-Brigade (ca. 50 Mann)
    - 368. Infanterie-Regiment (ca. 3500 Mann)
    - 369. Infanterie-Regiment (ca. 3500 Mann)
    - 370. Infanterie-Regiment (ca. 3500 Mann)

  - 135. Aufklärungs-Regiment (ca. 450 Mann)
  - 135. Feldartillerie-Regiment (ca. 2100 Mann)
  - 135. Pionier-Bataillon (ca. 600 Mann)
  - 135. Sturm-Bataillon (ca. 600 Mann)
  - 135. Fernmelde- und Signal-Einheit (ca. 250 Mann)
  - 135. Transport-Regiment (ca. 1900 Mann)
  - 135. Versorgungs-Kompanie (ca. 80 Mann)
  - 135. Wasserversorgungs- und -aufbereitungs-Einheit (ca. 235 Mann)
  - 135. Sanitäts-Einheit (ca. 700 Mann)
  - 135. Feldhospital (Vier Feldhospitäler mit jeweils ca. 250 Mann)
  - 135. Veterinär-Hospital (ca. 200 Mann)

Gesamtsollstärke: ca. 19.015 Mann